# Neastacilla attenuata
Neastacilla attenuata is een pissebed uit de familie Arcturidae. De wetenschappelijke naam van de soort is voor het eerst geldig gepubliceerd in 1946 door Hale.